# خبز الصاج

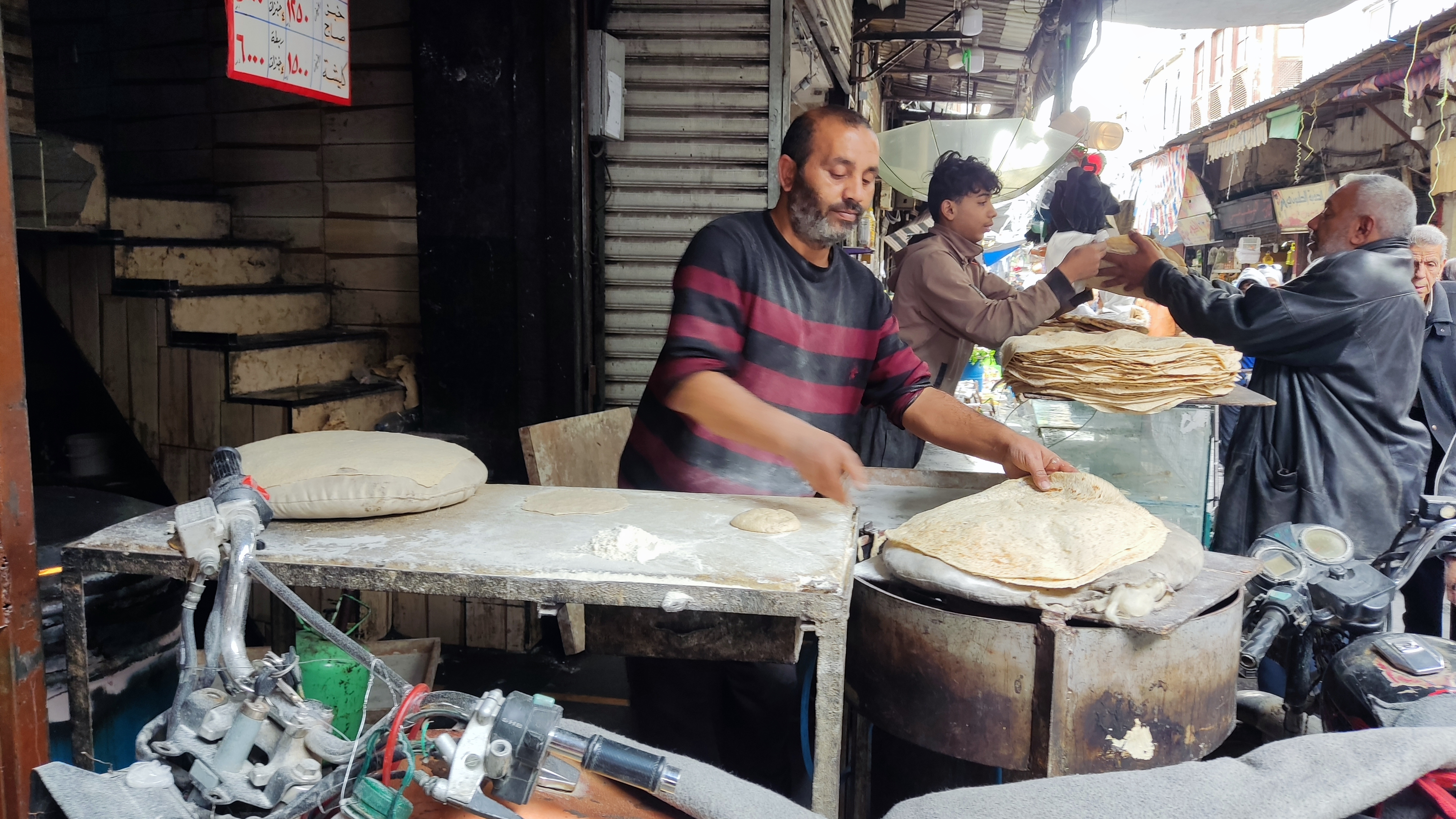
صانع خبز الصاج في دمشق عاصمة سوريا.

خبز الصاج أو خبز الشراك (بالتركية: Sac Ekmeği أو Yufka) أو خبز المرقوق أو خبز الرقاق أو خبز المهلول أو الخبز المرقّد أو الخُبْز المَشْروح هو نوع من أنوع الخبز المسطح العربي غير المخمر الشائع في بلدان المشرق العربي وبلدان شبه الجزيرة العربية والذي انتشر في البلاد العربية والإسلامية خلال حقبة حكم الدولة العثمانية.  كما أن هذا النوع من الخبز معروف بالمطبخ المتوسط، على الرغم من أنه أكبر بكثير وأرق.
يُخبز هذا النوع من الخبز على الشواية المعدنية الرقيقة والمقببة أو المحدبة المعروفة باسم الصاج (عزبة) التي غالبًا ما يصل قطرها إلى  حوالي 60 سم. حيث يخبز خليط الدقيق والماء والملح على الصاج بعد أن يتم رق العجين ليصبح على شكل دائري كبير ورقيق.
أصل كلمة صاج يعود إلى اللغة التركية.

## تاريخ
ذكر المرقوق كما ورد في كتاب طبخ ابن سيار الوراق في القرن العاشر مع اسم رقاق ووصفه بأنه خبز كبير ورقيق الطبقة.

## التسمية

### سيناء
ينتشر خبز الصاج في سيناء والنقب بكثرة وتتكون الفتة الأكلة البدوية الشهيرة بشكل رئيسي من خبز الصاج ومرق لحم الخروف مع إضافة القليل من العفيق أو اللبن. ويختلف خبز الصاج البدوي الورقي عن خبز الصاج التركي والعراقي المقرمش والسميك.

نضوج الخبز على الصاج.

### تركيا
يسمى صاج إيكمي أي ورق الخبز ، مكونات خبز الصاج التركي: دقيق والسكر والخميرة والزبدة والماء الدافئ للعحن والملح ومسحوق الحليب.

### سوريا ولبنان وفلسطين
يسمى خبز الصاج ويشتهر بأنه يصنع من دقيق القمح الكامل ويشكل ويخبز على موقد الصاج، وهو عبارة عن رغيف خبز مستدير كبير الحجم ورقيق وقد اشتهر خبز الصاج في العديد من المناطق في سوريا منذ زمن طويل، بات الآن يقدم كوجبات سريعة موضوعاً عليه بعض الجبنة أو الزعتر أو دبس الفليفلة، أو يعدّ بديلاً في المطاعم عن خبز الخميرة  يُسمى في لبنان بخبز المرقوق و في فلسطين الفرشوحة أو الشراك.

### الأردن
يسمى الشراك ويستخدم في الأكلة الشعبية المنسف بوضعه تحت الأرز وأيضا في أكلة الرشوف ينقع باللبن وبعض البدو في الأردن يخبزونه بشكل يومي.

### السعودية
ويسمى خبز القرصان وخاصة في منطقة نجد بالمملكة العربية السعودية وهي جمع كلمة قرص وعلى ما يبدو سمي كذلك لأن الرغيف ذو شكل دائري كالقرص، وعادة يصنع من طحين القمح الأسمر (البُر) «بضم الباء».

### العراق وقطر
يسمى بخبز الرقاق أو بخبز الركاك وهو نوع شبيه له ويجهز على نفس شكل خبز الصاج وقد يضاف له البيض أثناء العجن حيث توضع كل ثلاث أو أربعة أرغفة فوق بعضها أو أن يترك كل رغيف على حاله ليتيبس وتوضع الأرغفة فوق بعضها لحين الأحتياج إلى استخدامها فيرش قليل من الماء عليها لتطرى وتؤكل بعد ذلك، وفي قطر هو أحد العناصر الرئيسية لتجهيز (طبق الثريد) الذي لا تستغني الأسرة القطرية عن وجوده على مائدة الطعام الرمضانية، يتم خبز وتجهيز خبز الرقاق بكمية كبيرة قبل حلول شهر رمضان وتخزينه في أكياس أو علب كرتونية حيث أنه لا يتلف بسرعة كما يحتفظ بهشاشته لفترة طويلة، وهي أحد الأكلات الشعبية أيضاً في إيران وأفغانستان وباكستان.

## معرض الصور

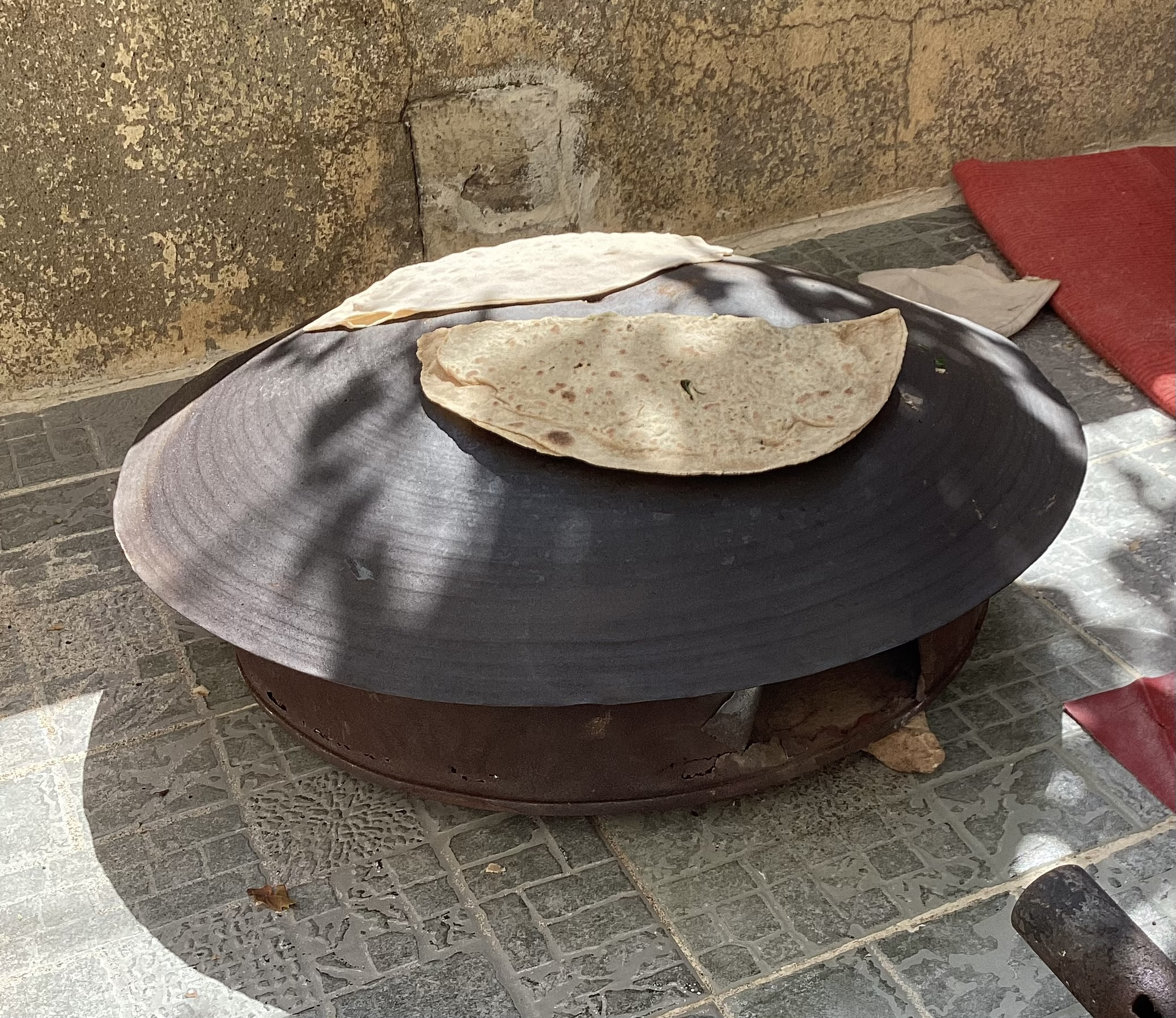
خبز كبلان [الإنجليزية] على الصاج.
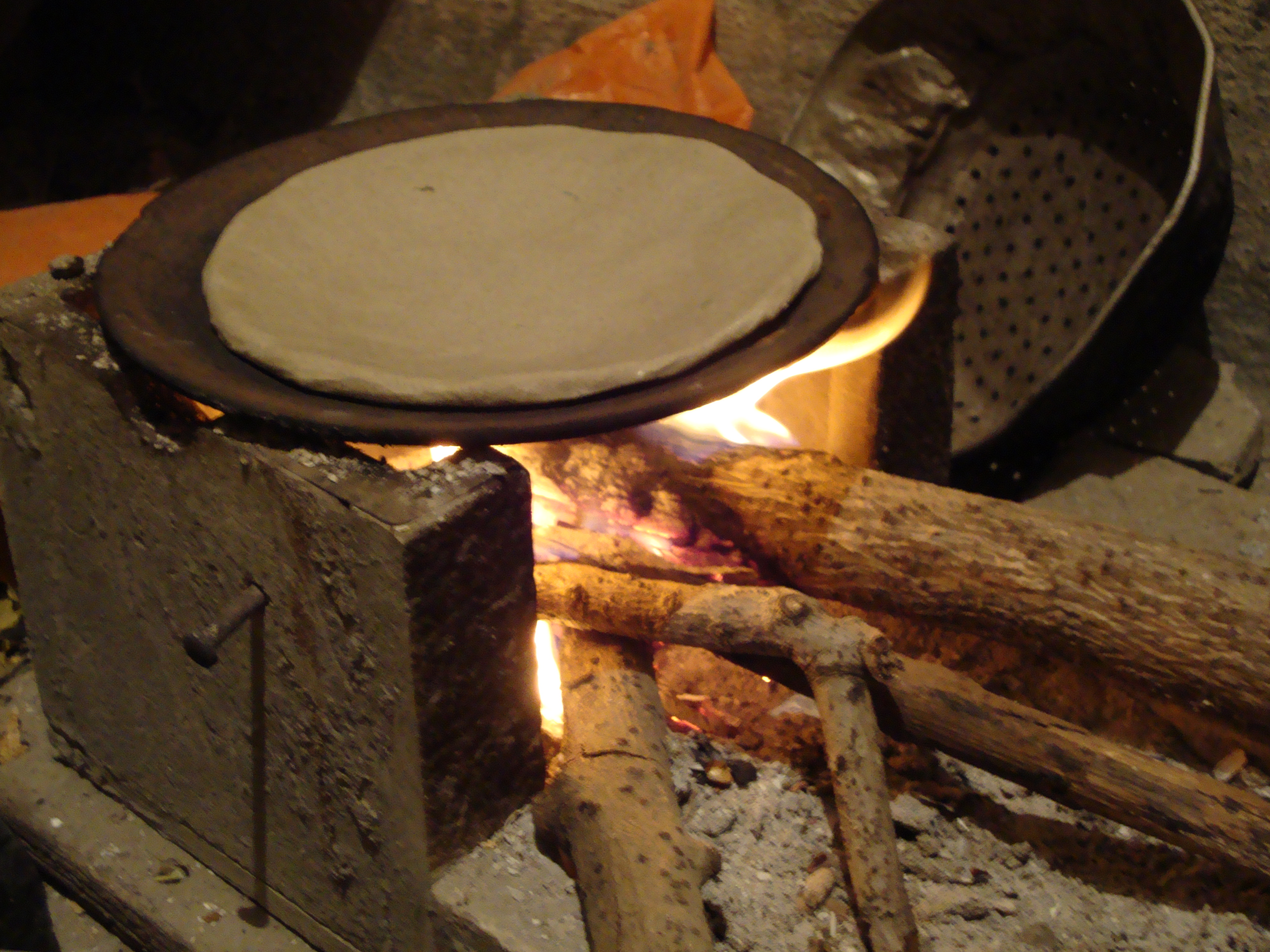
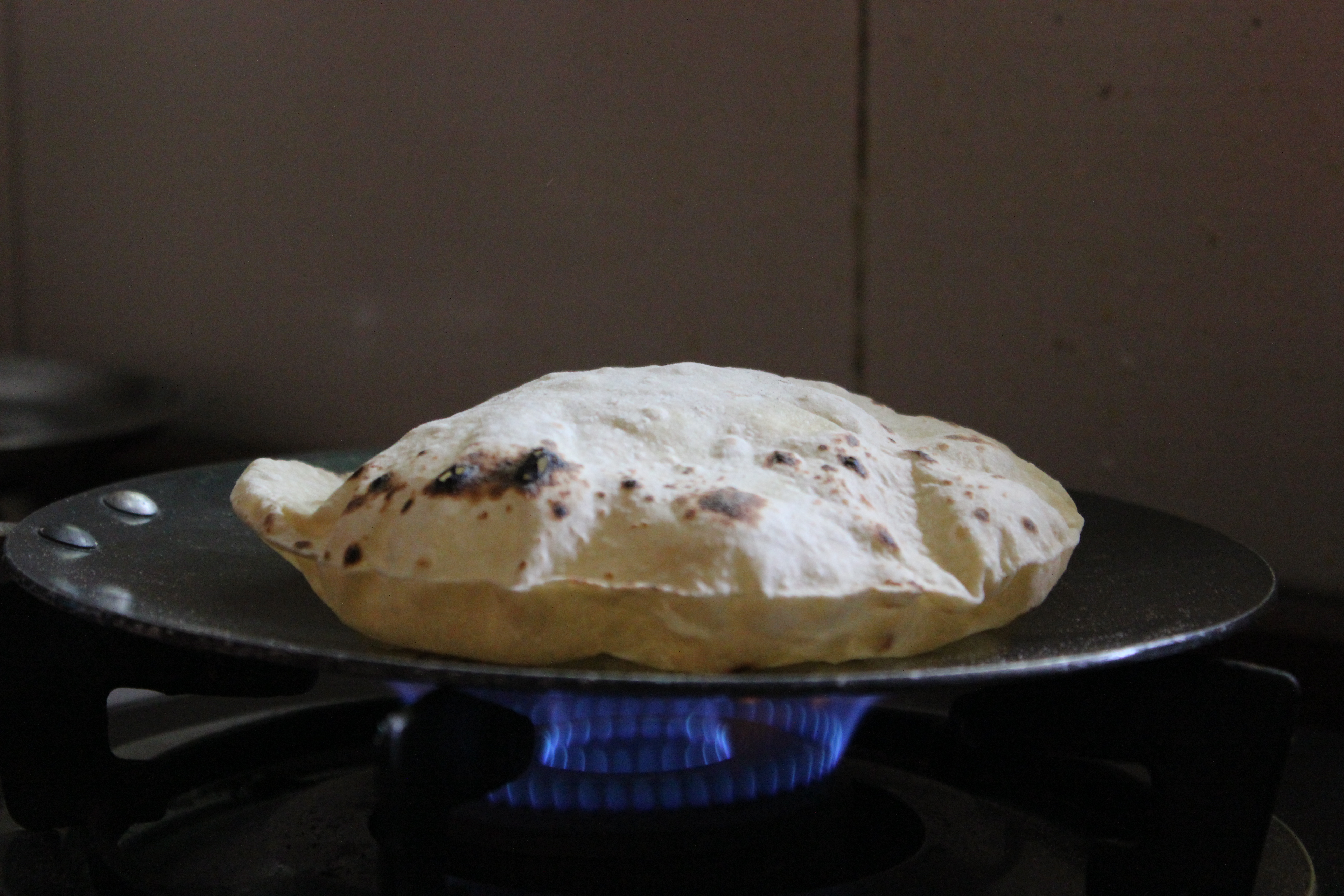
خبز الشباتي على الصاج. والذي يُشبه الخبز العربي.
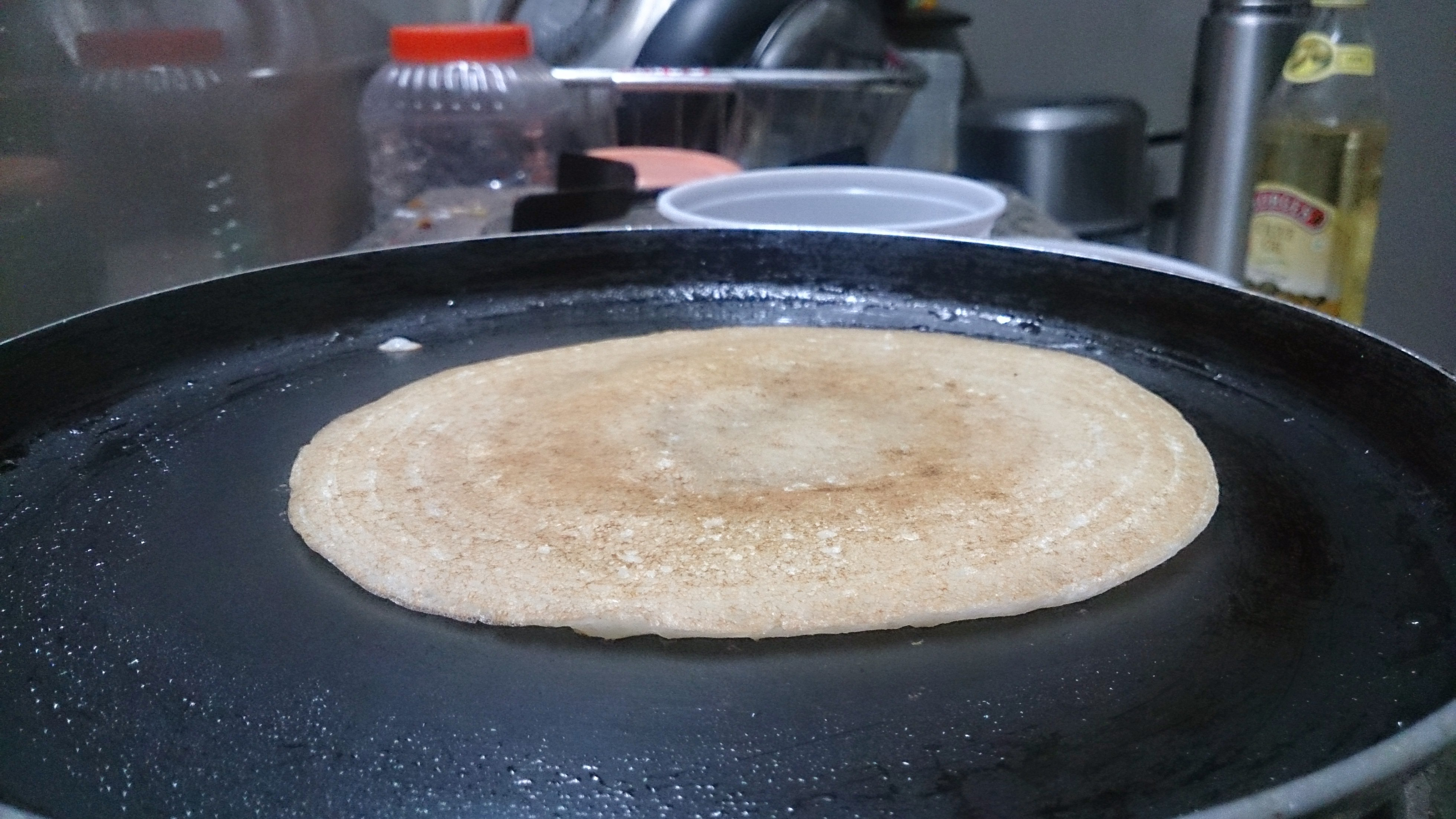
خبز دوسا على مقلاة خبز الدوسا (Tawa Dosa).
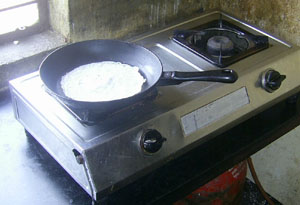
خبز نير دوسا [الإنجليزية] على مقلاة عادية.
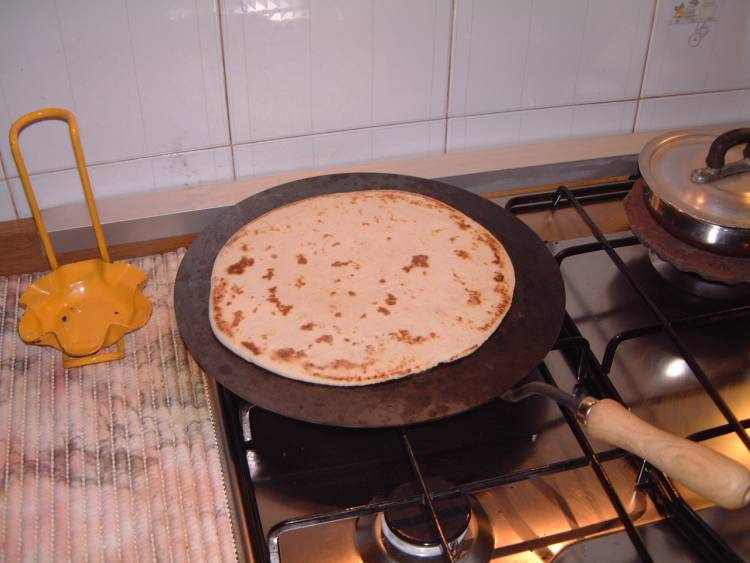
خبز بيادينا روماجنولا [الإنجليزية] على مقلاة صاج صغيرة.
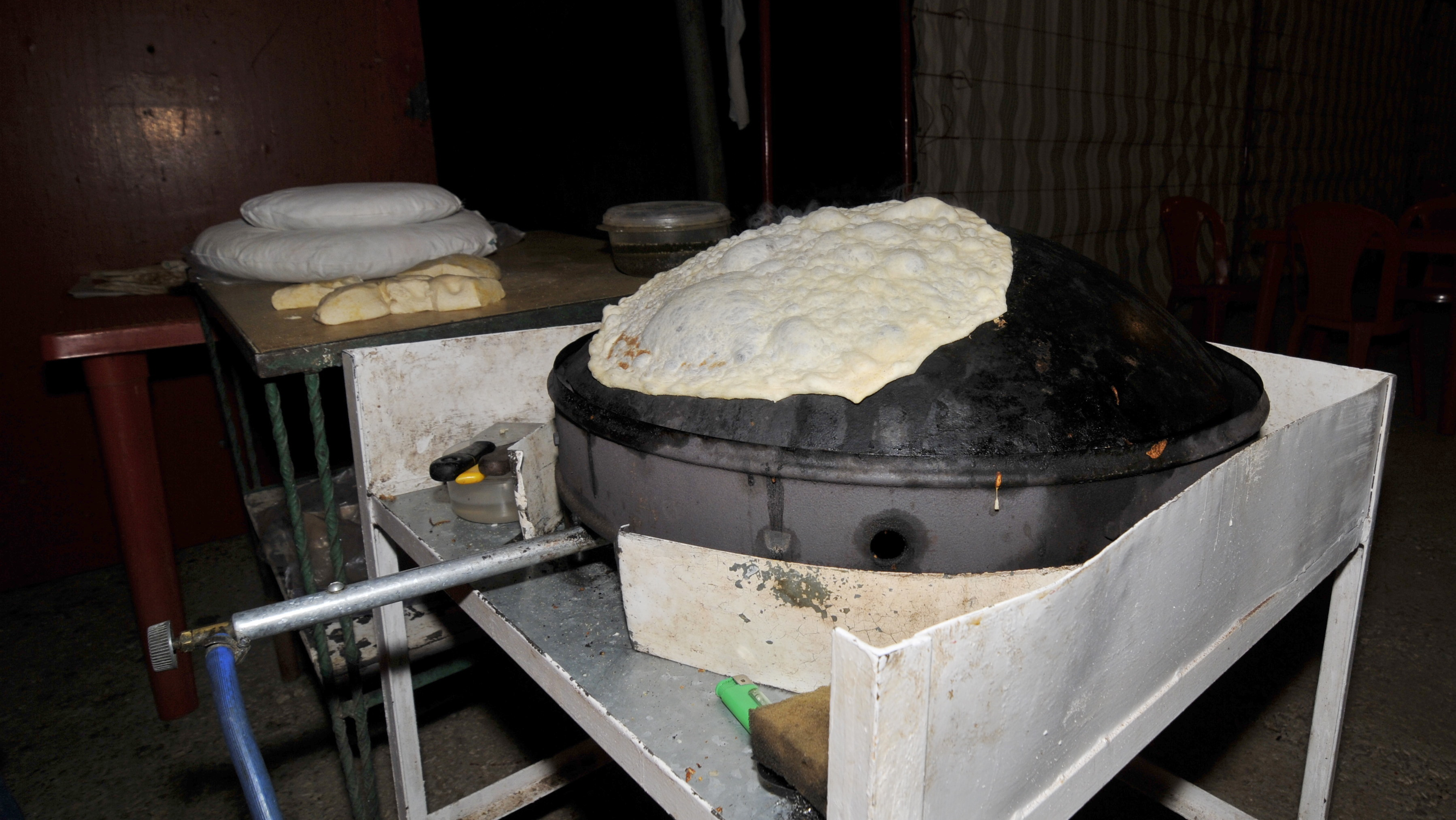
خبز المرقوق على الصاج. بفرن ما يُسمى بالمقرصة.